# Adelophryne glandulata
Adelophryne glandulata é uma espécie de anfíbio da família Eleutherodactylidae. Endêmica do Brasil, pode ser encontrada no município de Santa Teresa, no estado do Espírito Santo.